# Фунта (маса)
Фунта (енгл. pound) је јединица за масу у неким земљама енглеског говорног подручја, нарочито САД. Једна (интернационална) фунта је једнака 0,45359237 килограма. Ово је знатно варирало у историји између различитих земаља, па је такозвана tower фунта имала 350 грама, а метричка 500. Фунта у старом Риму (libra) је имала 327 грама. У садашње време, у већини земљама света се углавном као јединица за масу користи килограм, изведен од основне СИ јединице грам. Фунта-силе (pound-force, скраћено lbf) је једнака 4,448 N, као и 16 унци. Међународни стандардни симбол за авоирдупоисну фунту је lb; алтернативни симбол је lbm‍:257 (за већину дефиниција фунте), # (углавном у САД), и ℔ или ″̶(посебно за апотекарску фунту).

## Етимологија
Реч „фунта“ и њени сродници ултиматно потичу од позајмљивања латинског израза libra pondo („тежина мерена у libra“), у коме је реч pondo аблатив једнине латинске именице pondus („тежина“).

## Тренутна употреба
Сједињене Државе и земље Комонвелта нација су се сложиле око заједничких дефиниција за фунту и јард. Од 1. јула 1959. године, међународна авоирдупоисна фунта (симбол lb) је дефинисана као тачно 0,45359237 kg.
У Уједињеном Краљевству, употреба међународне фунте је имплементирана у Закону о тежинама и мерама из 1963. године.
Јард или метар биће јединица мере дужине, а фунта или килограм ће бити јединица мере за масу на основу које ће се вршити свако мерење које укључује мерење дужине или масе у Уједињеном Краљевству; и-
(а) jard треба да буде тачно 0,9144 метара;
(б) фунта ће бити тачно 0,45359237 килограма.— Закон о тежинама и мерама, 1963, одељак 1
Авоирдупоиснa фунта је једнака 16 авоирдупоисних унци и тачно 7.000 зрна. Фактор конверзије између килограма и међународне фунте је стога изабран да буде дељив са 7 са завршним децималним приказом, те је (међународно) зрно једнако тачно 64,79891 милиграма.
У Великој Британији се очекивало да ће процес метрикације и директиве о европским мерним јединицама елиминисати употребу фунте и унце, али је 2007. Европска комисија одустала од захтева за само метричким означавањем на упакованој роби и дозволила двоструку метрику, те се империјално обележавање наставља на неодређено време. Када се користи као мерење телесне тежине, уобичајена пракса у Великој Британији изван медицинских установа остаје да се користи стон од 14 фунти као примарна мера, нпр. „11 стона 4 фунте“, уместо „158 фунти“ (као што је урађено у САД), или „72 килограма“ како се користи на другим местима.
У Сједињеним Државама, Закон о метричкој конверзији из 1975. прогласио је метрички систем „пожељним системом тежина и мера“, али није суспендовао употребу уобичајених јединица Сједињених Држава, а Сједињене Државе су једина индустријализована земља у којој се у обављању комерцијалних активности не користи претежно метрички систем, упркос многим напорима да се то учини, а фунта је и даље у широкој употреби као једна од кључних уобичајених јединица.

## Историјска употреба
Историјски гледано, у различитим деловима света, у различитим временима и за различите примене, фунта (или њен превод) се односила на углавном сличне, али не и идентичне стандарде масе или силе.

### Римска либра
Libra (на латинском за „вага / равнотежа”) је древна римска јединица за масу која је била еквивалентна приближно 328,9 грама. Она је била је подељена на 12 unciae (једнина: uncia), или унци. Либра је порекло скраћенице за фунту, „lb”.

### У Британији
У Британији се историјски користило неколико различитих дефиниција фунте. Међу њима су биле авоирдупоисна фунта и застарели тауер, трговачка и лондонска фунта. Тројске фунте и унце остају у употреби само за тежину одређених племенитих метала, посебно у трговини; они се обично наводе само у унцама (нпр. „500 унци”) и, када тип унце није експлицитно наведен, претпоставља се трој систем.